# Стоян Янъков
Стоян Димитров Янъков е български революционер, деец на Вътрешната македоно-одринска революционна организация.

## Биография
Спиро Филев е роден в 1870 година в ениджевардарското село Крива, тогава в Османската империя. В 1902 година е заклет от Апостол Петков и дълги години е ръководител на местния комитет на ВМОРО. Осъждан на 101 и втори път на 5 години затвор. В 1912 година, при откриването на четата на Ичко Димитров и капитан Георги Тодоров, Крива е опожарено и единственият му син Димитър е тежко ранен. Изселва се в България по конвенцията за доброволно изселване.
На 15 февруари 1943 година, като жител на София, подава молба за българска народна пенсия, която е одобрена и пенсията е отпусната от Министерския съвет на Царство България.